# Charlotte Munck (skuespiller)
 Der er flere personer med dette navn, se Charlotte Munck.
Charlotte Munck (født 2. december 1969 i Aarhus) er en dansk skuespiller.
Munck er opvokset i Ørsted, ca. 24 km. fra Randers, hvor hun boede fra hun var 5 til hun som 18-årig flyttede til København. Hun har tre søskende, der alle er musikere. Den ældste søster, Marie-Louise Munck, er sanger i bandet Armstrong, mens hendes bror spiller jazztrompet og er uddannet fra Det Rytmiske Musikkonservatorium. Charlotte Muncks yngste søster, Camilla Munck, er sanger i duoen Munck/Johnson.
Charlotte Munck er uddannet fra Skuespillerskolen ved Odense Teater i 1998, og hun har siden haft mange roller på både film, teater og tv. Blandt filmtitlerne er gyserfilmen Kat, Susanne Biers Den eneste ene, Kongekabale, Headhunter, Solopgang og Hella Joofs komedie En kort en lang, der gav Charlotte Munck en nominering til såvel en Robert som en Bodil for den bedste kvindelige hovedrolle. På teaterscener som f.eks. Betty Nansen Teatret, Det Kongelige Teater, Mammutteatret, Gladsaxe Teater, Husets Teater og Østre Gasværk Teater har hun medvirket i talrige stykker herunder Den vægelsindede, Festen, Ivanhoe, Cabaret, Misantropen og Simon og Thor. Hun modtog Clara Pontoppidans Hæderslegat i 2005. Charlotte Munck har derudover spillet med i flere kortfilm, og på tv har hun haft roller i bl.a. TAXA, Rejseholdet og Ørnen, ligesom hun har spillet en del radioteater. Charlotte Munck er også sangerinde og har i den forbindelse bl.a. optrådt på Copenhagen Jazz Festival.
Mest kendt er Charlotte Munck dog nok for rollen som Anna Pihl i TV 2-serien af samme navn.
Senest er Charlotte Munck begyndt at synge offentligt, og hun er med i bandet MunckBjørnKodal sammen med Claus Bjørn og Janus Kodal. Bandet har i september 2007 udgivet albummet Instruktioner til Gud.

## Filmografi

### Spillefilm
| År   | Titel           | Rolle                                                                                  | Noter |
| ---- | --------------- | -------------------------------------------------------------------------------------- | ----- |
| 1999 | Den eneste ene  | Kunde i skønhedsklinik                                                                 |       |
| 2001 | Kat             | Isabella, Marias veninde                                                               |       |
| 2001 | En kort en lang | Caroline                                                                               |       |
| 2004 | Kongekabale     | Mette Torp, kaldet Fedtmule                                                            |       |
| 2007 | Daisy Diamond   | Ida                                                                                    |       |
| 2009 | Headhunter      | Nina                                                                                   |       |
| 2015 | Krigen          | anklager Kajsa Danning                                                                 |       |
| 2017 | Mens vi lever   | Hanne, som er den ene drengs biologiske mor og samtidig er den anden drengs adoptivmor |       |
| 2017 | Sange i solen   |                                                                                        |       |
| 2019 | Kollision       | lægen Vibeke                                                                           |       |

### Serier
| År      | Titel       | Rolle                                   | Afsnit |
| ------- | ----------- | --------------------------------------- | ------ |
| 1997-99 | TAXA        | Katrine                                 | 45     |
| 2001-04 | Rejseholdet | Henriette                               | 29     |
| 2004-06 | Ørnen       | Marianne Bonde                          | 11     |
| 2005-18 | Klovn       | Sig selv                                | 57     |
| 2006-08 | Anna Pihl   | Titelrollen som politibetjent Anna Pihl | alle   |
| 2012-17 | Rita        | Lea                                     | 25-32  |
| 2016-19 | Bedrag      | Mia                                     | 4-8    |
| 2022-   | Dag og Nat  | Marianne                                | Alle   |